# 奥多摩消防署
座標: 北緯35度48分15秒 東経139度5分33秒 / 北緯35.80417度 東経139.09250度

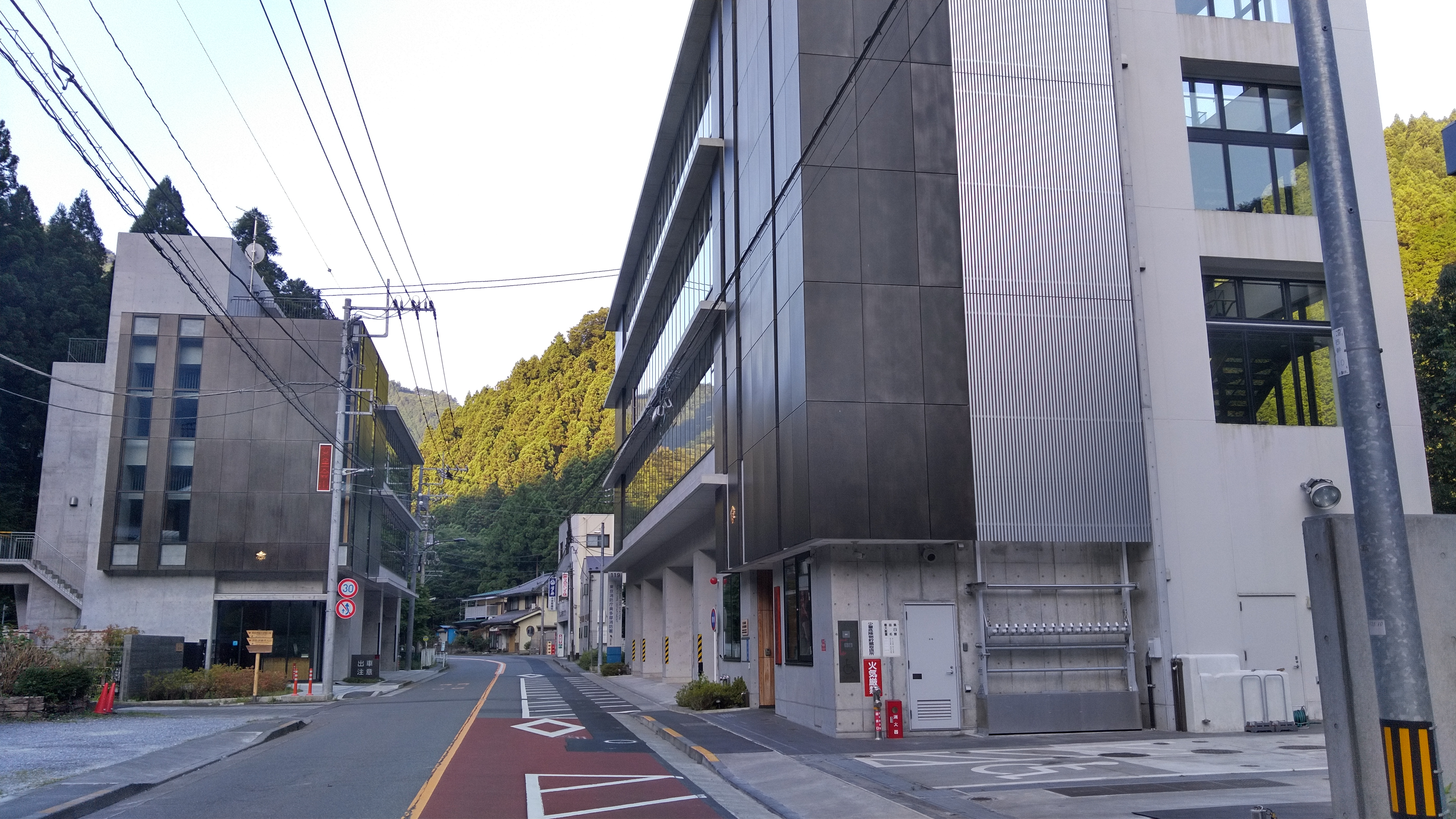
奥多摩消防署（右・本庁舎、左・別棟）

奥多摩消防署（おくたましょうぼうしょ）は、東京都西多摩郡奥多摩町にある、東京消防庁第九消防方面本部に所属する消防署。山岳救助隊がある。

## 概要
本署で奥多摩町1町を管轄していて、出張所はない。

## 住所
- 西多摩郡奥多摩町氷川952（JR青梅線、奥多摩駅より徒歩約11分）

## 車両
- 指揮隊車1、消防ポンプ車1、非常用水槽付ポンプ車1、高規格救急車1、山岳救助車1、査察広報車2、非常用救急車1、災害対応多目的車1

## 沿革
- 1971年（昭和46年）10月1日 - 奥多摩町に常設の消防本部設置、昼間のみ救急業務の運用開始
- 1974年（昭和49年）
  - 3月31日 - 翌日の消防事務委託に伴い奥多摩町消防本部を廃止
  - 4月1日 - 東京消防庁への消防事務委託に伴い東京消防庁奥多摩消防署に改称し、職員20名、ポンプ車1台、救急車1台、広報車1台で事務を開始
  - 8月21日 - 旧庁舎が新築落成
- 1987年（昭和62年）5月1日 - 奥多摩山岳救助隊発足（青梅、秋川、八王子各消防署も同時に発足）
- 2001年（平成13年）5月1日 - 奥多摩消防ヘリポート運用開始
- 2003年（平成15年）6月15日 - 火災による死者ゼロ、8000日達成
- 2006年（平成18年）
  - 8月4日 - 特別消火中隊発隊
  - 8月14日 - 火災による死者ゼロ、1000日達成
- 2009年（平成21年）5月11日 - 火災による死者ゼロ、2000日達成
- 2017年（平成29年）2月21日 - 鉄筋コンクリート4階建て、延床面積1630㎡の新庁舎で業務を開始する
- 2019年（平成31年）3月20日 - 山岳救助隊の訓練場として外壁の一部にボルダリング壁を設けた、鉄筋コンクリート3階建て、延床面積739㎡の別棟が完成。